# Joost Bouhof
Joost Marcel Bouhof  (Den Helder, 14 oktober 1995) is een Nederlandse youtuber bekend van zijn YouTube-kanalen JoostSpeeltSpellen en JoostBouhof.

## Biografie
Bouhof groeide op in Den Helder. Hij behoort tot de vriendengroep rond DagelijksHaaDee. Na ook bijdragen te hebben geleverd aan het oude YouTube-kanaal van Milan Knol, DagelijksHaaDee, startte Bouhof in 2012 zijn eigen gamekanaal met behulp van een goedkope microfoon en eenvoudige computer. In 2016 ontving hij de Zilveren Playbutton voor het behalen van 100.000 abonnees.

## Kanalen
JoostSpeeltSpellen is een YouTube-kanaal waar Bouhof gamingvideos publiceert. Op Twitch is hij wekelijks te vinden met gaming-livestreams op het kanaal Joost. 
Zijn tweede kanaal heet Joost Bouhof, en is een kanaal waar hij vlogs post, waarin hij zijn kijkers een stuk van zijn leven laat zien.
Bouhof is ook de bedenker van podcastserie "De Zolderkamer". In dit format nodigt hij wekelijks bekende collega-youtubers en andere BN'ers uit om te praten over zaken die op dat moment relevant zijn in voornamelijk de online wereld.
In 2020 lanceerde Bouhof samen met collega-youtuber Rudi Wijnen het entertainmentkanaal Joost x Roedie.
In 2022 lanceerde Bouhof ook met collega-youtubers GameMeneer, LinkTijger, Jeremy Frieser, Djuncan, Pascal Scherpenkate en Ronald een nieuw kanaal, genaamd "Makkers", waar ze wekelijks een nieuwe video posten.
Verder deed Bouhof mee aan het online-programma Legends of Gaming NL van het 2de seizoen tot het 6de seizoen. Verder deed hij ook mee aan de spin-off series "Masters of Minecraft", zowel het 1ste (3de plek) als 2de seizoen (4de plek), en "Efteling Game Night" (2de plek), beide in samenwerking met Efteling. Bouhof behaalde de 2de plek in het 2de seizoen en het 3de seizoen. Verder wist Bouhof, samen met team Don (bestaande uit Don, Milan en Emre) in seizoen 4 te winnen. Daarna deed hij opnieuw mee in het 5de seizoen, waar hij de 4de plek wist te behalen, en in het 6de seizoen, waar hij de 3de plek behaalde.

## Theatershow
In 2020 maakte Bouhof bekend dat hij samen met collega-youtuber Rudi Wijnen een aantal theatervoorstellingen zou verzorgen. Joost x Roedie: Uitgespeeld geeft ouders en kinderen een inkijk in het leven van online gamers, van zowel de hoogtepunten als de worstelingen. Vanwege de coronapandemie konden de initiële voorstellingen niet doorgaan. Er werd wel op 30 december 2020 een alternatieve liveshow georganiseerd. De première van de geplande theatershow Joost x Roedie: Uitgespeeld werd enkele keren verplaatst maar wegens gezondheidsklachten van Rudi Wijnen werd in 2022 beslist dat de voorstellingen geannuleerd worden.

## Andere activiteiten
Bouhof wordt regelmatig gevraagd als expert op het gebied van gaming, onder andere door scholen en door media als het Jeugdjournaal. Ook is Bouhof regelmatig te zien met Ron Boszhard bij ZappSport.
Hij heeft meerdere seizoenen meegedaan aan het online-gamingformat Legends of Gaming, aanvankelijk geproduceerd door Endemol, later door Team5pm. In het 2de en 3de seizoen pakte Bouhof de 2de plek. In het 4de seizoen pakte Joost, samen met de rest van team Don, de trofee van dit seizoen. Daarna deed hij ook mee aan het 5de en 6de seizoen, waar hij eerst de 4de plek en daarna de 3de plek pakte.
In 2020 richtte Bouhof samen met Jerry Driessen en Rudi Wijnen een bedrijf genaamd Fanflock op. Dit bedrijf is een creatief marketing bureau.
In 2021 deed Bouhof samen met Rudi Wijnen mee aan Kinderen voor Kinderen.
Voor de familiefilm De Flummels sprak Bouhof de stem in van onder andere Conch.
| Jaar | Deelname               |
| ---- | ---------------------- |
| 2018 | Legends of Gaming Live |
| 2019 | Legends of Gaming Live |
| 2020 | Legends of Gaming Live |

## Muziek
| Jaar | Naam            | Extra info                 |
| ---- | --------------- | -------------------------- |
| 2015 | Wachten op ARK  | JoostSpeeltSpellen parodie |
| 2016 | J.S.S.          | 100k special               |
| 2017 | QM              | 250k special               |
| 2020 | Gimma           | 500k special               |
| 2022 | Mij niet bellen | Linktijger disstrack       |

## Prijzen en nominaties
| Jaar | Prijs                | Categorie                                 | Resultaat   |
| ---- | -------------------- | ----------------------------------------- | ----------- |
| 2018 | Legends of Gaming NL | Legend of Gaming 2017-2018                | 2e          |
| 2018 | Legends of Gaming NL | Skill Award                               | Genomineerd |
| 2018 | Legends of Gaming NL | Masters of Minecraft                      | 3e          |
| 2019 | Legends of Gaming NL | Legend of Gaming 2018-2019                | 2e          |
| 2019 | Legends of Gaming NL | Skill Award                               | Genomineerd |
| 2019 | Legends of Gaming NL | Efteling Game Night                       | 2e          |
| 2019 | Dutch Stream Awards  | Beste Stream (Publieksaward)              | Genomineerd |
| 2019 | Dutch Stream Awards  | Beste Mannelijke Streamer (Publieksaward) | Genomineerd |
| 2019 | Dutch Stream Awards  | Beste Mannelijke Streamer (Juryaward)     | Genomineerd |
| 2020 | Dutch Stream Awards  | Beste Stream (Publieksaward)              | Genomineerd |
| 2020 | Dutch Stream Awards  | Beste Mannelijke Streamer (Publieksaward) | Genomineerd |
| 2020 | Dutch Stream Awards  | Beste Mannelijke Streamer (Juryaward)     | Genomineerd |
| 2020 | Dutch Stream Awards  | Beste Productie (Juryaward)               | Gewonnen    |
| 2020 | Legends of Gaming NL | Legends of Gaming 2019-2020               | Gewonnen    |
| 2020 | Legends of Gaming NL | Masters of Minecraft 2                    | 4e          |
| 2021 | Legends of Gaming NL | Legend of Gaming 2020-2021                | 4e          |
| 2021 | Legends of Gaming NL | Beste Gaming Video van 2020               | 12e         |
| 2021 | Legends of Gaming NL | Beste Gaming Video van 2020               | 20e         |
| 2022 | Legends of Gaming NL | Beste Gaming Video van 2021               | 7e          |
| 2022 | Legends of Gaming NL | Beste Gaming Video van 2021               | 11e         |
| 2022 | Legends of Gaming NL | Legend of Gaming 2021-2022                | 3e          |